# Comes tractus Argentoratensis
Il comes tractus Argentoratensis era il comandante di truppe di comitatensi della diocesi delle Gallie, lungo il tratto di limes attorno alla fortezza legionaria di Argentoratae, nell'ambito dell'armata imperiale costituita dal Numerus intra Gallias. Suoi diretti superiori erano al tempo della Notitia dignitatum (nel 400 circa), sia  il magister peditum praesentalis per le unità di fanteria, sia il magister equitum praesentalis per quelle di cavalleria.

## Elenco unità
Non sono specificate unità in questo tratto di confine. Si menziona solo che, il Comes in questione aveva disponeva le truppe lungo il Tractus Argentoratensis, che potrebbero aver incluso tutte quelle sottoposte al controllo del Dux Germaniae primae, di cui Argentoratae era la capitale.

### Fonti primarie
- Notitia Dignitatum, Occ., I, XXVII.

### Fonti storiografiche moderne
- J.Rodríguez González, Historia de las legiones Romanas, Madrid, 2003.
- A.K.Goldsworthy, Storia completa dellesercito romano, Modena 2007. ISBN 978-88-7940-306-1
- Y.Le Bohec, Armi e guerrieri di Roma antica. Da Diocleziano alla caduta dell'impero, Roma 2008. ISBN 978-88-430-4677-5